# Listă de conducători de stat din 1204
1200 - 1201 - 1202 - 1203 - 1204 - 1205 - 1206 - 1207 - 1208
Aceasta este o listă a conducătorilor de stat din anul 1204:

## Europa
- Albania, statul Arberia: Ioan (arhonte, 1199-1208)
- Almohazii: Muhammad an-Nasr ibn Iakub al-Mansur (emir din dinastia Almohazilor, 1199-1214)
- Anglia: Ioan Fără de Țară (rege din dinastia Plantagenet, 1199-1216; totodată, conte de Anjou, 1199-1206; totodată, duce de Normandia, 1199-1204; totodată, duce de Aquitania, 1199-1216)
- Anjou: Ioan Fără de Țară (conte, 1199-1206; totodată, rege al Angliei, 1199-1216; totodată, duce de Normandia, 1199-1204; totodată, duce de Aquitania, 1199-1216)
- Aquitania: Ioan Fără de Țară (duce, 1199-1216; totodată, rege al Angliei, 1199-1216; totodată, duce de Normandia, 1199-1204; totodată, conte de Anjou, 1199-1206)
- Aragon: Petru al II-lea (rege din dinastia de Barcelona, 1196-1213)
- Austria: Leopold al VI-lea Gloriosul (duce din dinastia Babenberg, 1198-1230)
- Bavaria: Ludovic I (duce din dinastia de Wittelsbach, 1183-1231)
- Bizanț: Isac al II-lea (împărat din dinastia Anghelos, 1185-1195, 1203-1204), Alexios al IV-lea (împărat din dinastia Anghelos, 1203-1204) și Alexios al V-lea Ducas Murtzuphlos (împărat, 1204)
- Bosnia: Kulin (ban, înainte de 1180-cca. 1204)
- Bosnia-Herțegovina, statul Zahumlja: Petru (duce, 1198-1227)
- Brabant: Henric I cel Evlavios (duce, 1190-1235)
- Brandenburg: Otto al II-lea (margraf din dinastia Askaniană, 1184-1205)
- Bretagne: Alice (ducesă, 1203-1221)
- Bulgaria: Ioniță (țar din dinastia Asanizilor, 1197-1207)
- Burgundia: Eudes al III-lea (duce din dinastia Capețiană, 1192-1218)
- Castilia: Alfonso al VIII-lea (rege, 1158-1214)
- Cehia: Premysl I Otakar (cneaz din dinastia Premysl, 1192-1193, 1197-1230; rege, din 1198)
- Champagne: Thibaud al IV-lea Postumul sau cel Mare (conte din casa de Blois-Champagne, 1201-1253; ulterior, rege al Navarrei, 1234-1253)
- Cipru: Amalric (senior din dinastia de Lusignan, 1194-1205; rege, din 1197; ulterior, rege al Ierusalimului, 1197-1205)
- Constantinopol: Balduin I (împărat, 1204-1205; totodată, conte de Flandra, 1195-1205; totodată, conte de Hainaut, 1195-1205)
- Danemarca: Valdemar al II-lea Victoriosul (rege din dinastia Valdemar, 1202-1241)
- Epir: Mihail I Anghelos Ducas (despot din dinastia Anghelos, 1204-1215)
- Flandra: Balduin al IX-lea (conte din dinastia de Hainaut, 1195-1205; totodată, conte de Hainaut, 1195-1205; ulterior împărat latin de Constantinopol, 1204-1205)
- Franța: Filip al II-lea August (rege din dinastia Capețiană, 1180-1223)
- Germania: Filip de Suabia (rege din dinastia Hohenstaufen, 1198-1208) și Otto al IV-lea de Braunschweig (rege din dinastia Welfilor, 1198-1214/1218; anterior, duce de Aquitania, 1196-1199; ulterior, împărat occidental, 1209-1214/1218)
- Gruzia: Tamara cea Mare (regină din dinastia Bagratizilor, 1184-1213) și David Soslan (rege, 1189-1207)
- Hainaut: Balduin al VI-lea (conte din casa de Flandra, 1195-1205; totodată, conte de Flandra, 1195-1205; ulterior împărat latin de Constantinopol, 1204-1205)
- Halici-Volânia: Roman Mstislavici (cneaz, 1170-1205; mare cneaz, din 1203)
- Istria: Berthold al II-lea (margraf din casa de Andechs, 1188-1204; totodată, duce de Merania, cca. 1183-1204; totodată, margraf de Carniola, 1188-1204) și Henric al II-lea (margraf din casa de Andechs, 1204-1228; totodată, margraf de Carniola, 1204-1228)
- Kiev: Rurik al II-lea Rostislavici (mare cneaz din dinastia Rurikizilor, 1203-1210)
- Leon: Alfonso al IX-lea (rege, 1188-1230)
- Lorena Superioară: Simon al II-lea (duce din casa Lorena-Alsacia, 1176-1205)
- Luxemburg: Ermesinde (contesă, 1198-1247)
- Mazovia și Kujawya: Konrad I (cneaz din dinastia Piasti, 1202-1247)
- Merania: Berthold (duce din casa de Andechs, cca. 1183-1204; ulterior, margraf de Istria, 1188-1204; ulterior, margraf de Carniola, 1188-1204) și Otto I (duce din casa de Andechs, 1204-1234; ulterior, conte palatin de Burgundia, 1208-1231; ulterior, margraf de Istria, 1228-1234; ulterior, margraf de Carniola, 1228-1234)
- Montferrat: Bonifaciu I (marchiz din casa lui Aleramo, 1192-1207)
- Navarra: Sancho al VII-lea cel Puternic (rege, 1194-1234)
- Normandia: Ioan I Fără de Țară (duce, 1199-1204; totodată, rege al Angliei, 1199-1216; totodată, duce de Aquitania, 1199-1216; totodată, conte de Anjou, 1199-1206)
- Norvegia: Haakon al III-lea Sverresson (rege, 1202-1204) și Inge al II-lea Baardsson (rege, 1204-1217)
- Olanda: Willem I (conte, 1203-1222)
- Ordinul teutonic: Otto von Kerpen (mare maestru, ?-1209) (?)
- Polonia: Leszek I cel Alb (cneaz din dinastia Piasti, 1194-1198 sau 1199, 1201, 1202-1210, 1211-1227)
- Polonia Mare: Vladislav Laskonogi (cneaz din dinastia Piasti, 1202-1229; ulterior, cneaz în Polonia Mică, 1227-1228)
- Portugalia: Sancho I (rege din dinastia de Burgundia, 1185-1211)
- Reazan: Roman Glebovici (cneaz, 1178-1207)
- Savoia: Thomas I (conte, 1189-1233)
- Saxonia: Bernhard al III-lea (duce din dinastia Askaniană, 1180-1212)
- Saxonia: Dietrich Tiranul (margraf din dinastia de Wettin, 1197-1221)
- Scoția: William I Leul (rege, 1165-1214)
- Serbia: Ștefan Prvovencani (mare jupan din dinastia Nemanja, 1196-1202, 1203-1228?, rege din 1217)
- Sicilia: Frederic I (rege din dinastia de Hohenstafen, 1197-1250; ulterior, rege al Germaniei, 1220-1250; ulterior, împărat occidental, 1220-1250; ulterior, rege al Ierusalimului, 1225/1229-1243)
- Statul papal: Innocențiu al III-lea (papă, 1198-1216)
- Suedia: Sverker al II-lea Karlsson cel Tânăr (rege din dinastia Sverker, 1196-1208)
- Toulouse: Raimond al VI-lea (conte, 1194-1215, 1218-1222)
- Transilvania: Benedict (voievod, 1202-1206, 1208-1209)
- Ungaria: Emeric (rege din dinastia Arpadiană, 1196-1204) și Ladislau al III-lea (rege din dinastia Arpadiană, 1204-1205)
- Veneția: Enrico Dandolo (doge, 1192-1205)
- Verona: Herman al V-lea (margraf din casa de Baden, 1190-1243; totodată, margraf de Baden, 1190-1243)
- Vladimir-Suzdal: Vsevolod al III-lea Iurievici Mare Cuib (mare cneaz, 1176-1212)

## Africa
- Almohazii: Muhammad an-Nasr ibn Iakub al-Mansur (emir din dinastia Almohazilor, 1199-1214)
- Ayyubizii din Egipt: al-Malik al-Adil I Saif ad-Din Abu Bakr Ahmad ibn Ayyub (Saphadin) (sultan din dinastia Ayyubizilor, 1199/1200-1218; sultan în Damasc, 1195/1196-1218; sultan în Alep, 1183-1186; sultan în Mayyafarikin și Djabal Sindjar, 1195-1200)
- Benin: Eweka I (obba, cca. 1200-?)
- Kanem-Bornu: Abd al-Jalil Selma cel Negru (sultan, cca. 1193-cca. 1210)
- Mali: Nare fa Maghan (rege din dinastia Keyta, cca. 1200-1218)
- Marinizii: Abu Muhammad Abd al-Hakk I ibn Ali Halid Hahiu'l-Marini (conducător din dinastia Marinizilor, 1196-1217)

## Asia

### Orientul Apropiat
- Antiohia: Bohemond al IV-lea cel Chior (principe, 1201-1216, 1219-1233)
- Armenia Mică: Leon al II-lea (sau I) cel Mare (rege din dinastia Rubenizilor, 1186-1219)
- Ayyubizii din Alep: al-Malik az-Zahir Ghias ad-Din Abu'l-Fath Ghazi I ibn Salah ad-Din (sultan din dinastia Ayyubizilor, 1186-1216)
- Ayyubizii din Damasc: al-Malik al-Adil I Saif ad-Din Abu Bakr Ahmad ibn Ayyub (sultan din dinastia Ayyubizilor, 1195/1196-1218; anterior, sultan în Alep, 1183-1186; ulterior, sultan în Egipt, 1199/1200-1218)
- Ayyubizii din Egipt: al-Malik al-Adil I Saif ad-Din Abu Bakr Ahmad ibn Ayyub (Saphadin) (sultan din dinastia Ayyubizilor, 1199/1200-1218; sultan în Damasc, 1195/1196-1218; sultan în Alep, 1183-1186; sultan în Mayyafarikin și Djabal Sindjar, 1195-1200)
- Ayyubizii din Mayyafarikin și Djabal Sindjar: al-Malik al-Auhad Nadjm ad-Din Ayyub ibn Saif ad-Din Abu Bakr (sultan din dinastia Ayyubizilor, 1200-1210)
- Ayyubizii din Yemen: al-Malik an-Nasr Ayyub ibn Tughtighin (sultan din dinastia Ayyubizilor, 1202-1214)
- Bizanț: Isac al II-lea (împărat din dinastia Anghelos, 1185-1195, 1203-1204), Alexios al IV-lea (împărat din dinastia Anghelos, 1203-1204) și Alexios al V-lea Ducas Murtzuphlos (împărat, 1204)
- Bizanț, Imperiul de Niceea: Teodor I Lascaris (despot din dinastia Lascaris, 1204-1222; împărat, din 1208)
- Bizanț, Imperiul de Trapezunt: Alexios I (împărat din dinastia Marilor Comneni, 1204-1222)
- Califatul abbasid: Abu'l-Abbas Ahmad an-Nasir ibn al-Mustadi (calif din dinastia Abbasizilor, 1180-1225)
- Cipru: Amalric (senior din dinastia de Lusignan, 1194-1205; rege, din 1197; ulterior, rege al Ierusalimului, 1197-1205)
- Constantinopol: Balduin I (împărat, 1204-1205; totodată, conte de Flandra, 1195-1205; totodată, conte de Hainaut, 1195-1205)
- Ghurizii: Șihab ad-Din (apoi Muizz ad-Din) Muhammad ibn Sam (I) (sultan din dinastia Ghurizilor, 1203-1206)
- Ghurizii din Bahmian și Toharistan: Baha ad-Din Sam ibn Muhammad (sultan din dinastia Ghurizilor, 1192-1206)
- Ierusalim: Isabela (regină, 1190/1192-1205/1206) și Amalric al II-lea (rege din dinastia de Lusignan, 1197-1205; anterior, rege al Ciprului, 1194-1205)
- Selgiucizii din Konya: Rukn ad-Din Suleiman Șah al II-lea ibn Kilic Arslan (sultan din dinastia Selgiucizilor, 1196-1204), Izz ad-Din Kilic Arslan al III-lea ibn Suleiman Șah (sultan din dinastia Selgiucizilor, 1204) și Ghias ad-Din Kai-Khusrau I ibn Kilic Arslan (sultan din dinastia Selgiucizilor, 1192-1196, 1204-1210)

### Orientul Îndepărtat
- Birmania, statul Arakan: Nga Su (rege din a doua dinastie de PyiNSA, 1201-1205)
- Birmania, statul Pagan: Narapatisithu (rege din dinastia Constructorilor de Temple, 1173-1210)
- Cambodgea, Imperiul Kambujadesa (Angkor): Jayavarman al VII-lea (1181-1215)
- China: Ningzong (împărat din dinastia Song de sud, 1195-1224)
- China, Imperiul Jurchenilor: Zangzong (împărat din dinastia Jin, 1190-1208)
- China, Imperiul Liao de vest: Mozhu (Zhilugu) (împărat, 1178-1211)
- China, Imperiul Xia de vest: Huanzong (împărat, 1194-1205)
- Coreea, statul Koryo: Sinjong (Wang T'ak) (rege din dinastia Wang, 1198-1204)
- Ghurizii: Șihab ad-Din (apoi Muizz ad-Din) Muhammad ibn Sam (I) (sultan din dinastia Ghurizilor, 1203-1206)
- Ghurizii din Bahmian și Toharistan: Baha ad-Din Sam ibn Muhammad (sultan din dinastia Ghurizilor, 1192-1206)
- India, statul Chola: Kulottunga Chola al III-lea (rege, 1178-1216)
- India, statul Hoysala: Ballala al II-lea (rege, 1173-1220)
- Japonia: Tsuchimikado (împărat, 1198-1210), Tokimasa (regent din familia Hojo, 1199-1205) și Sanetomo (shogun dun familia Minamoto, 1203-1219)
- Kashmir: Jagadeva (rege din dinastia Vopyadeva, 1198-1213)
- Nepal, în Patan: Arimalla (Arideva) (rege din dinastia Malla, cca. 1201-1216)
- Sri Lanka: Kalyanavati (regină din dinastia Silakala, 1202-1208)
- Vietnam, statul Dai Viet: Ly Cao-tong (rege din dinastia Ly târzie, 1175-1210)